# INSAT-2DT
O INSAT-2DT (anteriormente denominado de Arabsat 1C e também conhecido como INSAT-2R) foi um satélite de comunicação geoestacionário primeiramente saudita e, posteriormente, indiano que foi operado inicialmente pela Arabsat, e, em seguida, pela Organização Indiana de Pesquisa Espacial (ISRO). O satélite foi construído pela Aérospatiale e esteve localizado na posição orbital de 85,2 graus de longitude leste. O mesmo foi baseado na plataforma Spacebus-1000 e sua expectativa de vida útil era de 7 anos. O mesmo saiu de serviço em outubro de 2004 e foi transferido para uma órbita cemitério.

## História
O satélite foi lançado em 1992 como Arabsat 1C, e foi operado na posição orbital de 31 graus leste de longitude em órbita geoestacionária, a partir de onde ele foi usado para fornecer serviços de comunicação a países árabes. Ele foi construído pela Aérospatiale , com base no satélite Spacebus-1000, e levou dois transponders NATO E/F-band (banda IEEE S) e 25 NATO G/H-Band (IEEE banda C).
Em novembro de 1997, o Arabsat 1C foi vendido para a ISRO e renomeado para INSAT-2DT. Em dezembro, ele foi transferido para um novo slot a 55° E de longitude, onde substituiu o satélite INSAT-2D, que tinha falhado em órbita. Ele permaneceu em 55° E até agosto de 2003, quando foi transferido para 85,2° E, chegando em novembro. Na época de sua saída da posição de 55° E, o seu inclinação orbital  tinha aumentado um pouco.
O INSAT-2DT permaneceu em 85,2° E até outubro de 2004, quando foi retirado de serviço e colocado em uma órbita cemitério.

## Lançamento
O satélite foi lançado espaço no dia 26 de fevereiro de 1992, às 23:58:10 UTC, abordo de um Ariane 44L lançado a partir da Base de lançamento espacial do Centro Espacial de Kourou, na Guiana Francesa, juntamente com o satélite Superbird B1. Ele tinha uma massa de lançamento de 1.170 kg.

## Capacidade e cobertura
O INSAT-2DT é equipado com 25 transponders em banda C e dois em banda S para prestar serviços de telecomunicação ao Oriente Médio.